# Les Collectionneurs (roman)
 (juin 2024).
Pour l’article homonyme, voir Les Collectionneurs.
Les Collectionneurs (titre original : The Collectors) est un roman court de Philip Pullman paru en 2022, lié à sa trilogie À la croisée des mondes, tout comme Il était une fois dans le Nord, Lyra et les Oiseaux et Serpentine. 
Ce roman court est sorti au Royaume-Uni le 20 septembre 2022 puis en France le 31 octobre 2024. Il avait initialement été publié sous forme de livre audio en anglais, lu par l'acteur britannique Bill Nighy en décembre 2014.

## Résumé
Les événements sont centrés autour de deux collectionneurs d'art qui discutent et pour qui les choses vont mal tourner à cause d'un tableau en particulier.

## Couverture du livre
Ce livre, à la couverture originale noire et violette en français (tandis que celle d’Il était une fois dans le Nord est bleu foncé, celle de Lyra et les Oiseaux est rouge et celle de Serpentine est verte) est illustré par le graveur par Tom Duxbury, comme Serpentine.

## Genèse du livre
Philip Pullman a d'abord eu l'idée de l'histoire, puis dans un second temps a décidé de la situer dans l'univers d’À la croisée des mondes.